# Ignacio María González (futbolista)
Ignacio María González Gatti, más conocido como Nacho González (Montevideo, 14 de mayo de 1982) es un exfutbolista uruguayo. Jugaba de centrocampista y su último equipo fue el Danubio Fútbol Club de la Primera División Profesional de Uruguay.

## Carrera
Cuando tenía 12 años empezó a jugar en las divisiones juveniles de Danubio FC y debutó en Primera División el 16 de febrero de 2002 contra Peñarol por la tercera fecha del Torneo Clasificatorio.
Fue campeón uruguayo con este club en las temporadas 2004 y 2006-07.  
En su último partido en Danubio convirtió 4 goles (victoria sobre Progreso por 9 a 1).  
Fue reconocido como el mejor jugador del Campeonato Uruguayo 2006-07.  
En Danubio anotó 50 goles en partidos oficiales: 39 por el Campeonato Uruguayo, cuatro por la Liguilla, y siete por torneos internacionales (tres por la Copa Libertadores y cuatro por la Sudamericana). 
En 2008 dio el salto a Europa, donde llegó cedido por un año al Mónaco de Francia, aunque solamente logró jugar 5 partidos por una severa lesión, marcando un gol.
En agosto de 2008, fue transferido al Valencia CF de España, siendo cedido por éste al Newcastle donde apenas disputó 2 partidos debido a diversas lesiones.
En enero de 2010, fue cedido al Levadiakos FC para buscar la continuidad que no logró conseguir desde que llegó a Europa a causa de las graves lesiones. En el equipo griego disputó 13 partidos, convirtiendo 2 goles, entre febrero y abril de 2010.
En verano de 2010 es cedido por el Valencia CF al Levante UD. 
Jugando por ese club, el 25 de septiembre en un partido de liga contra el Real Madrid sufre una grave lesión que lo dejaría afuera de los partidos amistosos que disputaría en Ásia.
En la jornada 5, el Levante se enfrentó ante el Real Madrid en el cual Nacho González sufrió una brutal entrada de Sergio Ramos y en el cual estará 6 meses de baja. 
Nacho, tuvo que pasar por el quirófano tras se le diagnosticara la lesión, una rotura del ligamento cruzado anterior de la rodilla derecha. 
Sus antiguos compañeros del Danubio mostraron su apoyo al jugador granota.
En el Mercado invernal de 2010-2011 volvió al Valencia CF tras quedarse sin ficha en el Levante UD a causa de la lesión.
El 30 de enero de 2013, el Hércules CF hace oficial su incorporación, hasta final de temporada.
El 2 de agosto acepta una buena oferta que le realiza el Club Nacional de Football y pasa a formar parte del nuevo plantel para la temporada 2013/2014.  
Sale campeón uruguayo en la temporada 2014/2015. 
En mayo de 2016 es anunciado por la Directiva de Nacional que su contrato no sería renovado, definitivamente el 30 de junio de ese mismo año pasa a ser jugador Libre. 
En julio de 2016 ficha como agente libre por el Montevideo Wanderers donde a pesar de sufrir una lesión a mitad de temporada, retomó su buen nivel y anotó 4 goles para el conjunto bohemio y cerró un muy buen semestre a nivel personal y grupal con el vicecampeonato y la clasificación a la Copa Libertadores conseguida por el club.

## Selección nacional
Fue Internacional con la Selección de Uruguay en 20 partidos, marcando 1 gol. Entre partidos por la Copa América 2007, Preolímpico Sub-23 Chile 2004, eliminatorias para la Copa Mundial 2006, eliminatorias para la Copa Mundial 2010 y amistosos. Su debut fue el 27 de diciembre de 2003 en Euskadi contra el País Vasco.
El 27 de julio de 2010 fue reservado para jugar un partido amistoso contra Angola en Lisboa.
Su rendimiento ese mismo año convenció al entrenador de Uruguay, Óscar Washington Tabárez, quien lo seleccionó entre los 23 que viajaron a la Copa Mundial 2010.

### Participaciones en Copas del Mundo
| Mundial                        | Sede      | Resultado    | Partidos |
| ------------------------------ | --------- | ------------ | -------- |
| Copa Mundial de Fútbol de 2010 | Sudáfrica | Cuarto lugar | 1        |

## Clubes
| Club                      | País       | Año       | PJ  | Goles |
| ------------------------- | ---------- | --------- | --- | ----- |
| Danubio                   | Uruguay    | 2002-2007 | 183 | 48    |
| Mónaco (cedido)           | Francia    | 2008      | 5   | 1     |
| Valencia                  | España     | 2008      | 0   | 0     |
| Newcastle United (cedido) | Inglaterra | 2008-2009 | 2   | 0     |
| Valencia                  | España     | 2009      | 0   | 0     |
| Levadiakos (cedido)       | Grecia     | 2010      | 13  | 2     |
| Levante (cedido)          | España     | 2010      | 3   | 0     |
| Valencia                  | España     | 2011      | 0   | 0     |
| Standard Lieja            | Bélgica    | 2011-2013 | 39  | 9     |
| Hércules                  | España     | 2013      | 12  | 1     |
| Nacional                  | Uruguay    | 2013-2016 | 59  | 9     |
| Montevideo Wanderers      | Uruguay    | 2016-2021 | 78  | 12    |
| Danubio                   | Uruguay    | 2021-2022 | 38  | 3     |

## Palmarés

### Campeonatos nacionales
| Título              | Club     | País    | Año  |
| ------------------- | -------- | ------- | ---- |
| Torneo Clausura     | Danubio  | Uruguay | 2004 |
| Campeonato Uruguayo | Danubio  | Uruguay | 2004 |
| Torneo Apertura     | Danubio  | Uruguay | 2006 |
| Campeonato Uruguayo | Danubio  | Uruguay | 2007 |
| Torneo Apertura     | Nacional | Uruguay | 2014 |
| Campeonato Uruguayo | Nacional | Uruguay | 2015 |